# Oidium helichrysi
Oidium helichrysi är en svampart som beskrevs av Boesew. 1977. Oidium helichrysi ingår i släktet Oidium och familjen Erysiphaceae.   Inga underarter finns listade i Catalogue of Life.